# The Beginning of All Things to End
The Beginning of All Things to End es un disco lanzado en el 2001 de Mudvayne, es un relanzamiento del demo de 1997 Kill, I Oughta. El demo original contenía solo los sencillos #1-7.

## Miscelánea
- «Fear», junto con «World So Cold», «Do What You Do», «Seed» y «Closer», es una de las pocas canciones de Mudvayne con solos de guitarra.
- «Fear» es además una de las pocas canciones de Mudvayne donde Greg Tribbett tiene una parte vocal (en el coro de la canción).
- Es el único álbum con el bajista original Shawn Barclay.

## Listas de popularidad
Álbum
| Año  | Lista de popularidad | Posición |
| ---- | -------------------- | -------- |
| 2001 | The Billboard 200    | 122      |
| 2001 | Top Internet Albums  | 117      |

Singles
| Año  | Sencillo                       | Lista de popularidad   | Posición |
| ---- | ------------------------------ | ---------------------- | -------- |
| 2001 | «Dig [Future Evolution Remix]» | Canadian Singles Chart | 23       |